# NGC 7757
NGC 7757 is een spiraalvormig sterrenstelsel in het sterrenbeeld Vissen. Het hemelobject werd op 24 september 1830 ontdekt door de Britse astronoom John Herschel.

## Synoniemen
- UGC 12788
- VV 407
- MCG 1-60-37
- Arp 68
- ZWG 407.59
- UM 7
- IRAS 23461+0353
- PGC 72491